# Lehava
Lehava (en hebreo: למניעת התבוללות בארץ הקודש‎:  LiMeniat Hitbolelut B'eretz HaKodesh; "Organización para la Prevención de la Asimilación en Tierra Santa") es una organización ultraderechista judía basada en Israel, heredera del kahanismo, que se opone firmemente a la asimilación judía, negándose a aceptar las relaciones personales entre judíos y no judíos. También se opone a la presencia de cristianos en Israel. Tiene un enfoque anti-mestizaje, denunciando los matrimonios entre mujeres judías y hombres gentiles, y especialmente si son árabes, y se opone a cualquier tipo de derechos para la comunidad LGBT.
Sus acciones han sido denunciadas por el presidente de Israel Reuven Rivlin, que dijo de Lehava que eran como "roedores que roen bajo las bases comunes de un Israel judío y democrático", y por el Movimiento Reformista del judaísmo y el Comité de Defensa de la Knéset, que han pedido que se le catalogue de organización terrorista.
Su líder, Ben Zion Gopstein, ha sido procesado por apología del terrorismo e incitación al racismo y a la violencia. A diferencia de los partidos kahanistas Lehava no ha sido prohibido a pesar de haber protagonizado numerosos incidentes violentos (apoyado en ocasiones por los hooligans ultras del club de fútbol Beitar Jerusalén).
La organización fue incluida en el Régimen de Sanciones de la UE de alcance mundial en materia de derechos humanos por decisión del Consejo de la Unión Europea el 19 de abril de 2024.

## Miembros y seguidores destacados

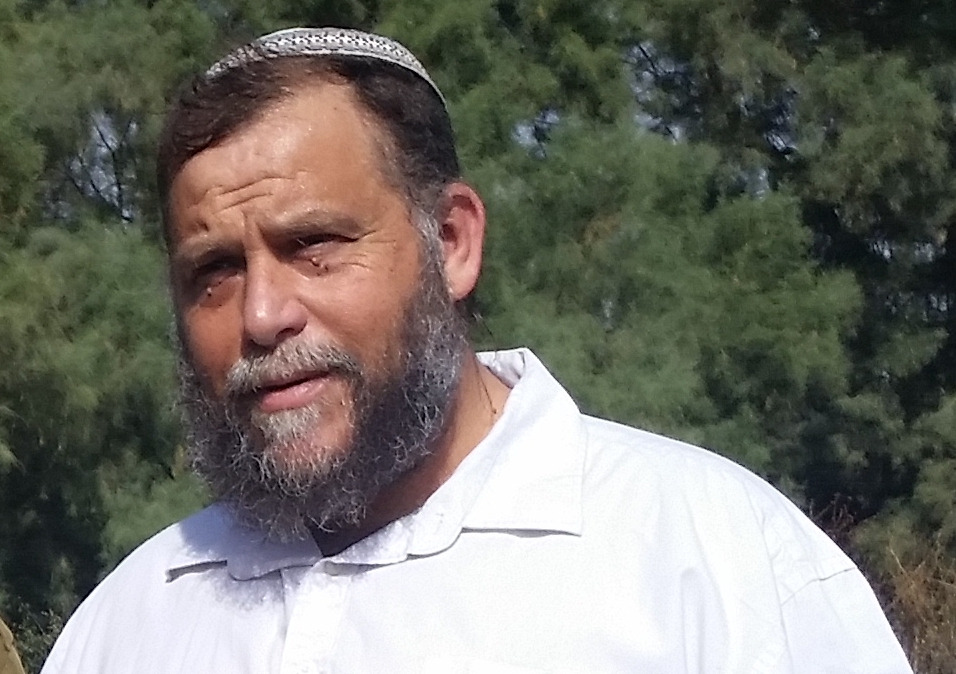
Ben Zion Gopstein, presidente de Lehava

Lehava está presidido por Ben-Zion Gopstein, un discípulo de Meir Kahane, un rabino nacido en Estados Unidos que defendía la expulsión de la mayoría de los árabes de Israel y Palestina. Gopstein ha tenido discusiones con la policía por conducta incorrecta cuando era un activista del movimiento Kach, creado por Kahane, que fue prohibido en Israel por racista en 1988 y es considerado un grupo terrorista por los Estados Unidos. En una decisión de 2006, un Tribunal Federal de EE. UU. determinó en apelación que Kach figuraba correctamente como organización terrorista.
En las filas de Lehava destacan una serie de figuras relacionadas con Kahane, como el político Baruch Marzel, que anteriormente perteneció al ilegalizado movimiento Kach. Michael Ben-Ari, un exdiputado del Knéset que todavía se declara seguidor de Meir Kahane, es el portavoz de Lehava. El abogado que defendió a los miembros de Lehava arrestados en diciembre de 2014, Itamar Ben-Gvir, es uno de los más destacados defensores de Kahane en Israel.
Una organización sin ánimo de lucro estrechamente vinculada a Lehava es Hemla (Piedad), que durante muchos años se ha centrado en "salvar a las hijas de Israel" de matrimonios mixtos con hombres árabes, y que ha recibido hasta $175.000 al año de parte del Estado de Israel entre 2005 y 2013. En 2011, una investigación del diario Haaretz sacó por primera vez a la luz el asunto. Una parte de esta cantidad iba a parar al salario de Ben-Zion Gopstein, el director de relaciones públicas de Hemla.
Lehava también está relacionada con el partido político supremacista Otsmá Yehudit, dirigido por Michael Ben-Ari. El partido comparte su sede con Lehava en Jerusalén; en 2014, la policía israelí realizó una inspección en dicha sede.
En enero de 2015, el Canal 2 informó de que el ministro de Defensa Moshe Ya'alon podría estar preparándose para categorizar a Lehava como una organización terrorista. Se informó de que Ya'alon había ordenado al Shin Bet y al Ministerio de Defensa que reunieran las pruebas requeridas para la clasificación, aunque finalmente no se produjo tal clasificación. Tres miembros de Lehava fueron arrestados y acusados en 2014 por cometer un incendio provocado y pintar con aerosol grafitis antiárabes en la escuela mixta bilingüe Max Rayne Hand in Hand, un centro educativo árabe israelí ubicado en Jerusalén, y el líder de Lehava, Bentzi Gopstein, junto con otros miembros del grupo, fue arrestado poco después por incitación al odio. El incidente del incendio provocado recibió atención internacional. Reuters informó de que la acción del gobierno contra Lehava solo se produjo después de meses de peticiones de "israelíes de izquierda y comentaristas de los medios".
En respuesta, Gopstein emitió una declaración que criticaba duramente a Ya'alon: "Sugiero que [Ya'alon] apunte a proscribir el Movimiento Islámico y luego se preocupe por un grupo anti-asimilación... En lugar de ocuparse de un enemigo de Israel, el ministro de defensa está tratando de ganar votos de la izquierda enfrentándose a Lehava. El grupo actúa para salvar a las hijas de Israel [mujeres judías] y merece el Premio Israel". El grupo tiene más de 10.000 miembros con capítulos en cada ciudad.

## Actividades

### Oposición a los matrimonios mixtos
La organización saltó a la fama en 2010 tras enviar una carta abierta a la supermodelo israelí Bar Refaeli instándole a romper su relación con actor estadounidense Leonardo DiCaprio, que es cristiano católico. La organización también ha criticado el matrimonio de Mark Zuckerberg con Priscilla Chan, que es budista. Uno de sus pósteres contenía el esloganː "No te contamines. Cuídate de los gentiles que buscan degradarte".
En 2014, Lehava organizó protestas contra una pareja mixta de Jaffa, formada por un árabe israelí llamado Mahmoud Mansour y su prometida judía israelí Morel Malka, que se había convertido al Islam poco antes de la boda. Dado que la conversión ya había tenido lugar, técnicamente hablando, no se trataba de un matrimonio interreligioso. El grupo pidió a sus seguidores "Por favor, venid con energía positiva y traer altavoces y cuernos. Pediremos a nuestra hermana que vuelva a casa con nosotros, con el pueblo judío que la está esperando", según el medio de comunicación de extrema derecha Arutz Sheva. Cuando la pareja solicitó a un tribunal de justicia que prohibiese la manifestación, el veredicto fue que la manifestación podría realizarse, aunque siempre a más de 200 metros del lugar de la ceremonia, en la ciudad israelí de Rishon LeZion. Los manifestantes cantaron "muerte a los izquierdistas" y "muerte a los árabes" a la entrada del salón de celebraciones.
Muchas esposas de rabinos, actuando en nombre de Lehava, publicaron una carta abierta pidiendo a las mujeres israelíes que no se asociasen con no judíos. Haaretz citó una parte de la carta en la que se decía "no os citéis con gentiles (goyim), no trabajéis en lugares que los gentiles frecuenten, y no hagáis el servicio nacional con gentiles". La carta dejaba implícita la amenaza de que,  en caso de que contradijesen estas instrucciones, serían aisladas de su "sagrada raza". La carta causó una fuerte controversia en Israel y fue denunciada por otros rabinos. Sin embargo, una encuesta realizada poco después entre judíos israelíes demostró que un 44% de los encuestados apoyaba la llamada de los rabinos a no alquilar o vender casas a gentiles, mientras que un 48% estaba en contra.
En 2013, Lehava creó una página de Facebook con el objetivo de identificar parejas mixtas judío-árabes, aunque la página fue cerrada en 2014 tras numerosas quejas de que se había convertido en un almacén de comentarios racistas. Liat Bar-Stav, una periodista que se infiltró en la organización Lehava, describió cómo sus miembros buscan a cualquier mujer judía que pudiera estar citándose con un árabe. Si alguno de sus miembros pensaba que había descubierto a una,  debía seguir las instrucciones de Gopstein: acercarse a la mujer y conseguir su número de teléfono para entregárselo posteriormente a la organización. "Te acercas a la chica y le dices, 'Discúlpeme, no tengo un teléfono. ¿Podría hacer una llamada? Te llamas a tu teléfono, y así es como consigues el número," Gopstein explicaba a los activistas a los que adoctrinaba.

### Defensa de la segregación

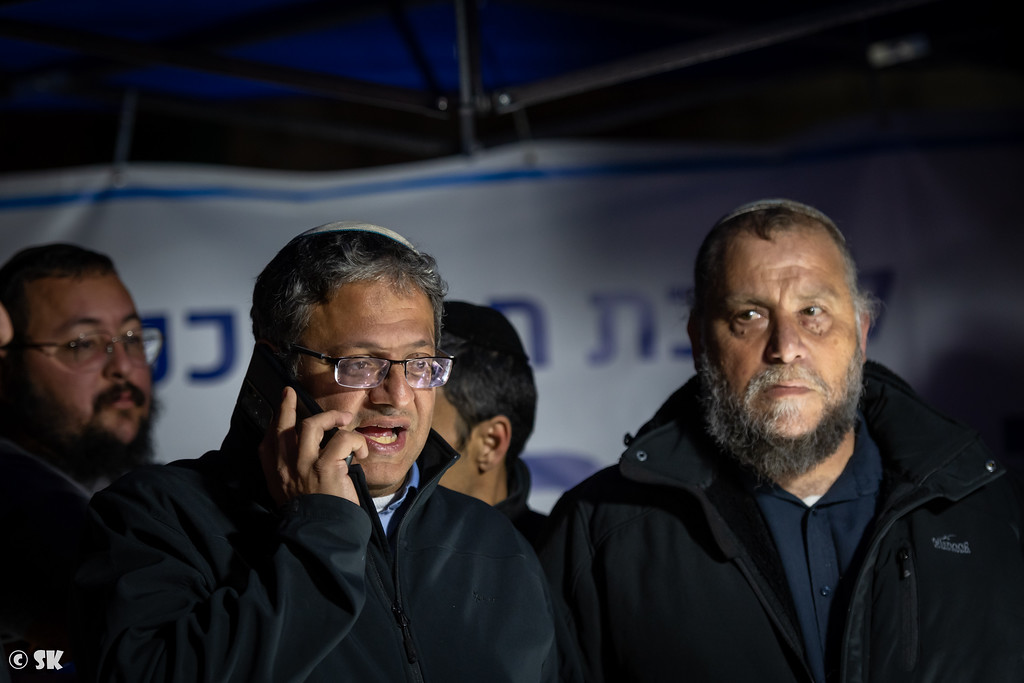
El miembro del Knéset Itamar Ben-Gvir y el activista radical Ben-Zion Gopstein en Sheij Yarrah. Febrero 2022

Además de oponerse a los matrimonios interreligiosos e interétnicos, Lehava ha animado a los israelíes a que informen a la organización de los nombres de los judíos que alquilen sus propiedades a árabes para poder nombrarlos y avergonzarlos públicamente. En 2012, el grupo distribuyó panfletos en Jerusalén Este advirtiendo a los árabes de que no visitaran la parte occidental de la ciudad, predominantemente judía. También realizó una campaña contra el hecho de que árabes y judíos se bañen en las mismas playas.
En noviembre de 2014, cuatro activistas del grupo fueron detenidos en Petaj Tikva por distribuir material de propaganda y atacar y herir a un policía. Liat Bar-Stav describió un mitin que Gopstein organizó para sus seguidores, en el que declaróː "Hace unos 45 años, el rabino Meir Kahane dijo, exclamó y gritó que los enemigos entre nosotros son un cáncer y que si no cojemos este cáncer y lo eliminamos, dejaremos de existir. Desafortunadamente, este peligroso cáncer de coexistencia ha metastatizado por todos lados. Hay varios ministros del gobierno que promueven la coexistencia, que les dan trabajos, les permiten acceder al mundo de la alta tecnología, les permiten hacerse doctores". Cuando el público respondió con abucheos y vítores, Gopstein continuóː "El cáncer del que hablamos al principio tiene sus ramificaciones en el Knéset de Israel también. Hace treinta años, el rabino Kahane se puso en pie en el Knéset y sacó la soga de un ahorcado para los traidores, una soga para el parlamentario árabe allí presente. No es una amenaza, es una promesa, dijo el rabino cuando le criticaron por hacer esto. Así que esto es lo que quiero desearle a (el exdiputado árabe-israelí Azmi) Bishara de parte de todos vosotros". En este momento, Gopstein aireó una soga. "¡Tu día llegará, Azmiǃ ¡Estamos esperando que el gobierno israelí venga y te cuelgue del árbol más altoǃ Azmi, solo gracias al rabino Kahane nos aseguraremos de que algún día seas ahorcado".
Tres miembros de Lehava fueron detenidos y procesados en 2014 por prender fuego y pintar grafitis antiárabes en la escuela bilingüe de Max Rayne Mano a Manoː Centro para la Educación Judía y Árabe en Israel (Yad B'Yad) en Jerusalén. El líder de Lehava, Ben-Zion Gopstein, junto con otros miembros del grupo, fue arrestado poco después por incitación al odio. Según el Shin Bet, los sospechosos, Yitzhak Gabbai y los hermanos Nahman Twito y Shlomo Twito, llevaron a cabo su ataque "porque judíos y árabes aprenden juntos en la escuela, y el objetivo era poner su oposición a la coexistencia y la asimilación a la vista de todos". Las fotos del juicio muestran a los tres miembros de Lehava sonriendo con aire de superioridad mientras escuchaban los cargos. Días después de su arresto, la policía realizó una redada en las casas de varios integrantes de Lehava, y su presidente Ben-Zion Gopstein se contó entre los detenidos.
El 29 de junio de 2017, un grupo de unos 30 miembros de Lehava atacó y golpeó a tres jóvenes palestinos en Jerusalén, teniendo uno de ellos que ser hospitalizado por las heridas.  Las víctimas pidieron ayuda a un policía israelí que, según el diario israelí Haaretz, "pidió a los asaltantes que se fueran, pero tras esto no hizo nada". Este ataque, según la misma fuente, "se une a docenas de ataques de este tipo en el centro de la ciudad durante los últimos años". Por su parte, el líder de Lehava, Ben-Zion Gopstein, afirmó que habían sido los tres palestinos quienes habían atacado a la treintena de miembros de Lehava.

### Homofobia
En 2015, poco antes de la celebración de la Marcha del Orgullo LGTB+, celebrada en Jerusalén, Lehava emitió un comunicado en el que acusaba a los homosexuales de "dañar a la Nación Judía". Meir David Koperschmidt, un miembro del grupo, declaró "robar un banco y ser homosexual es lo mismo", afirmando que los participantes en la marcha deberían buscar ayuda en lugar de acudir a la misma. El presidente de Lehava, Ben-Zion Gopstein, dijo que "no puede ser que algo que es declarado por la Torá como una abominación se convierta en fuente de orgullo, y lo que está claro es que no hay lugar para ello en el centro de Jerusalén, la Ciudad Santa". Lehava organizó una protesta en contra de lo que llamó la "Marcha de la Abominación". Cuando un judío ultraortodoxo atacó con un cuchillo a los participantes del Orgullo Gay, hiriendo a cinco personas y matando a una joven de 16 años, Gopstein afirmó "no estoy de acuerdo con que se apuñale a judíos", si bien calificó la marcha de una "provocación" y pidió a la policía que no volviese a permitirla.
En agosto de 2017, Lehava organizó una protesta contra la Marcha del Orgullo Gay en Jerusalén, afirmando que la comunidad homosexual "contamina" la Ciudad Santa. Pese a la solicitud por parte de los organizadores de la marcha de una prohibición para la protesta de Lehava, la policía dio su visto bueno a esta última y permitió a unos 100 miembros del grupo manifestarse a unos cientos de metros del Orgullo Gay. La pancarta de esta protesta decía "No les deis hijos", en referencia al debate sobre la posible legalización de la adopción homoparental de niños por parte de parejas homosexuales.

### Oposición al cristianismo en Israel
Lehava ha organizado manifestaciones protestando contra la presencia de cristianos en Eretz Israel, y a finales de 2015 se concentró frente a la Asociación Cristiana de Jóvenes (YMCA) en Jerusalén, cantando: "Los árabes no nos derrotarán con cuchillos, y los cristianos no nos comprarán con regalos". Gopstein escribió un artículo para una página web local, Kooker, en el que declarabaː "No se puede permitir que el trabajo de los misioneros se afiance... Echemos a los vampiros fuera de nuestra tierra antes de que se beban nuestra sangre otra vez."
Ben-Zion Gopstein defendió en agosto de 2015 la quema de iglesias en Israel y la Cisjordania ocupada, afirmando ante un grupo de estudiantes de una yeshivá que dicha quema está justificada con base en lo que dijo Maimónides, un filósofo judío del siglo XII. Ante la pregunta de si estaba justificada la quema de iglesias, Gopstein contestáː "¿Ordenó Maimónides destruirla (la idolatría) o no? La idolatría debe ser destruida. Es simplemente un sí. ¿Dónde está el problema?"
El 29 de noviembre de 2015, un grupo de activistas de Lehava se manifestó contra un evento navideño en Jerusalén por lo que denominaron "asesinato de almas judías". Mostrando carteles que pedían que los "impuros" cristianos se fuesen de Israel, protestaron ante lo que consideraban que era un intento de adoctrinamiento de la población judía. Poco después, en diciembre de ese mismo año, Gopstein pidió que se prohibiese la celebración de la Navidad en Israel.

### Apología del terrorismo e incitación al odio
El 26 de noviembre de 2019, la prensa israelí anunció que el líder de Lehava, Ben Zion Gopstein, sería procesado por los cargos de apología del terrorismo e incitación al racismo y a la violencia. Algunos de los hechos aportados como pruebas fueron las canciones que entonó en la boda de su hija glorificando a Baruch Goldstein, un terrorista judío que asesinó a 29 fieles palestinos en la masacre de Hebrón de 1994; las declaraciones a una televisión israelí en las que afirmó que, en caso de encontrarse con un camarero árabe en una boda, este "tendrá que buscar el hospital más cercano"; otras declaraciones en las que afirmó que "no hay escasez de árabes que merezcan una paliza"; o su discurso en conmemoración del parlamentario y líder terrorista judío Meir Kahane, en la que calificó a los árabes de Israel de "cáncer".
En mayo de 2021, Lehava organizó una manifestación en la Puerta de Damasco de Jerusalén Este en la que unos 300 extremistas marcharon cantando "Muerte a los árabes" y "Árabes fuera". En este punto tuvo lugar un enfrentamiento entre los radicales israelíes y grupos de palestinos, mientras que la policía hizo uso de gases lacrimógenos, granadas aturdidoras y cañones de agua para frenar las protestas. Según la Media Luna Roja, más de 100 palestinos resultaron heridos, mientras que otros 50 fueron detenidos. Unos 20 policías israelíes también sufrieron heridas. Esta manifestación fue vista como uno de los motivos que contribuyeron a elevar las tensiones previas al estallido del conflicto entre la Franja de Gaza e Israel de 2021.

## Críticas a Lehava
El Centro de Acción Religiosa de Israel (IRAC en sus siglas inglesas) trabaja para sacar a la vista el racismo de Lehava. En mayo de 2016, IRAC incrementó su campaña contra Lehava y su presidente, Ben-Zion Gopstein, publicando estadísticas que mostraban los esfuerzos de las redes sociales de Lehava para generar aproximadamente 200.000 comentarios antiárabes al año en Facebook, Twitter e Instagram, un cuarto de los cuales llamaban a la violencia física contra los árabes. Facebook borró siete cuentas de Lehava por conducta indebida, pero Lehava sigue generando comentarios de Facebook a través de otras cuentas.
En mayo de 2016, la Liga Antidifamación (ADL) de Estados Unidos envió una carta al gobierno israelí animándole a actuar para prohibir a Lehava y a su líder. En la carta, dirigida al fiscal general Avichai Mendelblit, la ADL decía que Gopstein se había referido a los cristianos como "vampiros chupasangres", justificado la quema de iglesias cristianas y, en su cuenta de Facebook, incluía comentarios homófobos, así como otros que la ADL calificaba de "extremadamente agresivos, racistas, inflamatorios y violentos". La ADL protestó la continua aceptación por parte de Israel del "discurso de odio" de Lehava, afirmando que dicha postura era perjudicial para el país, y que estaba siendo "usada como un arma por los enemigos de Israel, quienes la usan como base para sus precipitadas conclusiones y generalizaciones sobre la sociedad israelí".
En enero de 2015, el Canal 2 israelí informó de que el ministro de defensa Moshé Yalón podría estar preparando la clasificación de Lehava como organización terrorista. Se informó de que Yalón había ordenado al Shin Bet (servicio de inteligencia interior) y al Ministerio de Defensa que reunieran las pruebas necesarias para dicha clasificación. En diciembre de 2014, tres miembros de Lehava fueron detenidos y acusados del incendio deliberado de una escuela integrada árabe-judía. El incendio recibió atención internacional. Reuters informó de que la intervención del gobierno contra Lehava sólo había llegado tras meses de solicitudes por parte de "israelíes de izquierdas y comentaristas de medios de comunicación". Como respuesta, Gopstein emitió un comunicado sumamente crítico con Yalón: "sugiero que (Yalón) se centre en prohibir el Movimiento Islámico y solo entonces se preocupe por un grupo anti-asimilación.... En lugar de encargarse de un enemigo de Israel, el ministro de defensa está intentando ganarse los votos de la izquierda atacando a Lehava. El grupo actúa para salvar a las hijas de Israel, (las mujeres judías), y se merece por ello el Premio Israel."
En mayo de 2021, el brazo legal del Movimiento Reformista del judaísmo solicitó formalmente a las autoridades israelíes que catalogasen a Lehava como organización terrorista. La directora de esta organización, Anat Hoffman, declaró que "Lehava ha sido gestionada como una organización terrorista durante años, lo que se puede ver en sus acciones en las calles de Israel en estas últimas semanas".
Al mes siguiente, el presidente del Comité de Asuntos Exteriores y Defensa del parlamento israelí, el exjefe del Mosad Ram Ben-Barak, pidió a Benny Gantz que ejerciese "su autoridad como ministro de Defensa" para iniciar un "esfuerzo rápido y determinado que culminará en la designación de Lehava como organización terrorista y en la ilegalización de la organización y de sus activistas".